# Kabupaten Sorong
Kabupaten Sorong är ett kabupaten i Indonesien.   Det ligger i provinsen Papua Barat, i den östra delen av landet, 2 800 km öster om huvudstaden Jakarta. Antalet invånare är 70 619. Arean är 7 415 kvadratkilometer. Den omger staden Sorong som inte ingår i Kabupaten Sorong.
Terrängen i Kabupaten Sorong är kuperad norrut, men söderut är den platt.